# Ole von Beust
Pour les articles homonymes, voir Beust.
Carl-Friedrich Arp Ole Freiherr von Beust, né le 13 avril 1955 à Hambourg, est un homme politique allemand membre de l'Union chrétienne-démocrate d'Allemagne (CDU).
Président de la Junge Union (JU) de Hambourg entre 1977 et 1983, il est élu député local en 1978 et prend en 1993 la présidence du groupe parlementaire. Quatre ans plus tard, il mène sans succès la campagne de la CDU aux élections, les sociaux-démocrates conservant le pouvoir.
Finalement, à la suite du scrutin de 2001, il parvient à se faire investir premier bourgmestre de Hambourg après avoir formé une coalition avec un parti populiste sécuritaire et les libéraux. L'instabilité de cette coalition amène à des élections anticipées en 2004, lors desquelles il conquiert la majorité absolue, la première depuis cinquante ans pour la CDU.
Les élections de 2008 débouchent sur une majorité relative, aussi il décide de constituer une majorité parlementaire avec les écologistes. En 2010, il décide de se retirer de la vie politique.

## Biographie

### Jeunesse, formation et débuts politiques
En 1971, alors âgé de 16 ans, il adhère à la Junge Union (JU), et passe son Abitur deux ans plus tard. Il devient alors assistant parlementaire du groupe parlementaire de la CDU au Bürgerschaft. Il s'inscrit à l'université de Hambourg en 1975, afin d'y suivre des études de droit.
Élu président de la JU de la ville-Land en 1977, il est élu député au Bürgerschaft en 1978 et passe son premier examen juridique d'État en 1980. Ayant réussi le second en 1983, il devient avocat tout en renonçant à ses fonctions chez les jeunes chrétiens-démocrates.

### Ascension
Il entre au comité directeur de la CDU de Hambourg en 1992 et se voit choisi l'année suivante comme président du groupe parlementaire. Lors des élections du 21 septembre 1997, il est investi chef de file de la CDU. Lors du scrutin, il obtient 30,7 % des voix et 46 sièges sur 121, une hausse de cinq points par rapport à 1993, mais il ne peut empêcher le Parti social-démocrate d'Allemagne (SPD) de se maintenir au pouvoir.
En 1998, il accède au comité directeur fédéral du parti.

### Premier bourgmestre de Hambourg

#### Un premier mandat instable
À nouveau chef de file chrétien-démocrate pour les élections du 23 septembre 2001, il réalise une contre-performance avec 26,2 % des suffrages et 33 députés. Il manœuvre alors pour constituer une coalition de droite en profitant de la percée du Parti de l'offensive de l'État de droit (PRO), une formation populiste et sécuritaire qui totalise 19,4 %.
Finalement, le 31 octobre, Ole von Beust est investi premier bourgmestre de Hambourg par le Bürgerschaft, s'appuyant sur une majorité parlementaire réunissant la CDU, le PRO et le Parti libéral-démocrate (FDP), comptant 64 parlementaires. Il est le premier chrétien-démocrate à prendre le pouvoir depuis Kurt Sieveking en 1953.
En août 2003, il démet Ronald Schill, second bourgmestre, sénateur pour l'Intérieur et président du PRO, en l'accusant de chantage en vue de réintégrer son bras droit. En retour, ce dernier révèle que von Beust est homosexuel et qu'il entretiendrait une relation avec le sénateur pour la Justice, Roger Kutsch. Le premier bourgmestre réfute cette dernière information, mais confirme son orientation sexuelle.

#### Un deuxième mandat historique
La coalition finit par se rompre et des élections anticipées sont convoquées pour le 29 février 2004, soit avec un an et demi d'avance sur le calendrier parlementaire initial. Le scrutin est marqué par une franche victoire de la CDU, qui s'adjuge 47,2 % des voix et 63 parlementaires. Il s'agit là du meilleur résultat pour les chrétiens-démocrates depuis novembre 1953. Il constitue son deuxième gouvernement dès le 17 mars.
Le 1er novembre 2007, il prend pour un an la présidence tournante du Conseil fédéral.

#### Un troisième mandat avec les Grünen
Si les élections du 24 février 2008 confirment la domination de la CDU sur la vie locale, elles marquent également une régression claire, les chrétiens-démocrates recueillant 42,6 % et 56 sièges sur 121. Dans la mesure où le Parti libéral-démocrate (FDP) échoue à revenir au Parlement, von Beust décide de se tourner vers la Liste alternative verte (GAL). Il faut attendre le 7 mai pour que le gouvernement soit constitué, créant ainsi la première coalition noire-verte dans un Land. La coalition est rendue possible par l'alignement du parti vert sur la CDU pour les questions économiques et sécuritaires.

### Retrait de la vie politique
Le 18 juillet 2010, il annonce, au sortir d'une réunion du comité directeur de la CDU, son intention de démissionner du poste de premier bourgmestre de Hambourg, le 25 août, quelques heures avant l'annonce des résultats d'un référendum d'initiative populaire concernant la réforme de l'enseignement voulue par sa coalition. Son remplaçant devrait être le sénateur pour l'Intérieur, Christoph Ahlhaus.
Bien qu'il invoque des raisons personnelles, notamment les contraintes liées à la vie publique, et déclaré que « Il y a un temps pour tout », son départ est considéré comme un revers important pour Angela Merkel, dont il est un proche, en ce qu'il représentait sa stratégie d'ouverture au centre. En quittant le pouvoir, il devient le sixième chef de gouvernement chrétien-démocrate à renoncer à ses fonctions en dix mois.
Conservateur modéré, charismatique et populaire à Hambourg, ses trois mandats auront été marqués par les privatisations, que ce soit dans l'hôpital ou l'énergie.
Ahlhaus est officiellement élu pour lui succéder par le Bürgerschaft le 25 août 2010 par 70 voix contre 50, alors que la coalition noire-verte ne dispose que de 68 sièges sur 121.

### Vie privée
Il est issu d'une famille noble de Hambourg. Sa mère étant, selon la terminologie nazie, « à moitié juive », ses parents avaient dû fuir la ville pendant le Troisième Reich.
Pendant son enfance, sa grand-mère le surnommait « ole pupp », ce qui veut dire « vieille poupée » en bas allemand. Il fera ensuite officiellement accoler « Ole » à ses autres prénoms, qui deviendra son prénom d'usage.

## Annexe